# Tickling
Il tickling, termine della lingua inglese ormai entrato a far parte della nostra dizione a causa della sua esportazione ed ampia diffusione nel gergo mondiale (la cui traduzione letterale significa "fare solletico", "solleticando"), è una pratica erotica e preliminare sessuale in cui i partecipanti fanno o ricevono il solletico.

## Il tickling nell'erotismo
Il tickling può essere praticato nel Bondage ed esiste come pratica nel BDSM. 
Il tickling è sia un ramo del bdsm che del fetish, consiste nell'iperstimolazione del sistema nervoso periferico attraverso specifiche zone sensibili, c'è tutta una subcultura intorno a questa pratica, può essere usata come forma di tortura, come sistema per "spezzare" la resistenza (sempre in un contesto rack), in alcuni casi anche per provocare involontarie perdite urinarie, come tutti i rami ha diversi sottorami a seconda della parte del corpo interessata, ogni parte ha poi una serie di strumenti che possono essere utilizzati per la stimolazione.
Lo si può praticare anche dopo una legatura dolce, in particolare queste pratiche possono portare a battiti maggiori di certi livelli del cuore o variazioni del respiro vanno fatte conoscendo bene le condizioni del soggetto che lo riceve.
Il tickling è strettamente collegato alla Knismolagnia o Titillagnia, termine che indica il piacere sessuale per il solletico. Alcune persone possono sperimentare questo tipo di eccitazione quando subiscono il solletico od osservando qualcun altro che viene solleticato.

## Storia
Storicamente il tickling trova una prima affermazione come "metodo di tortura", praticato in virtù del fatto che non lascia segni o ferite sul corpo, ma provoca un insopportabile fastidio ai soggetti maggiormente sensibili al solletico. In alcuni momenti storici fu utilizzato come tortura leggera e punizione per reati lievi.

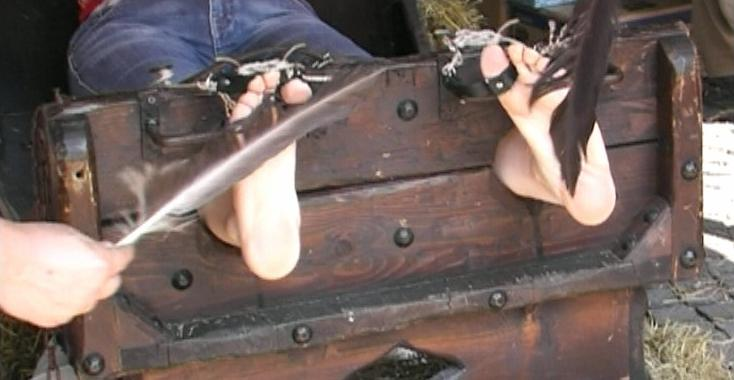
Donna sottoposta "in pubblico" alla tortura del solletico

Nell'antico Giappone, coloro che occupavano posizioni di autorità potevano infliggere punizioni a persone condannate per reati al di fuori del codice penale: erano chiamate "shikei", che si traduce come "punizione privata". Una di queste era "Kusuguri-Zeme" letteralmente "solletico spietato"
Ai tempi dell'Antica Roma e durante il Medioevo, veniva utilizzata una tortura detta "lingua di capra". Questa tortura consisteva nell'imprigionare alla gogna i piedi nudi del malcapitato, cospargerli "accuratamente" sulle piante e tra le dita di miele o sale, per poi farli leccare per ore da due o più capre affamate, in modo tale che la lingua degli animali provocasse alla vittima una sgradevole sensazione di solletico.
Heinz Heger, un uomo perseguitato nel campo di concentramento di Flossenbürg durante la seconda guerra mondiale, ha visto le guardie carcerarie naziste eseguire la tortura del solletico su un suo compagno di prigionia. Heger descrive questo episodio nel suo libro "Gli uomini con il triangolo rosa":
(Heger, Heinz.)

## Curiosità
- Nel suo innovativo libro "Sibling Abuse", Vernon Wiehe ha pubblicato i suoi risultati di ricerca sui 150 adulti che sono stati abusati dai loro fratelli durante l'infanzia. Diversi riportano il solletico come un tipo di abuso fisico, e sulla base di tali relazioni è stato rivelato che il solletico è in grado di suscitare reazioni fisiologiche estreme come vomito e perdita di coscienza.[11]

- Il 18 maggio 2011, la trasmissione di Italia1, le Iene, dedica all'argomento Tickling un servizio[12] curato da Andrea Agresti.

- Durante la rievocazione storica dell'assedio della città piemontese di Canelli (1613), in provincia di Asti, i turisti vengono imprigionati alla gogna e solleticati in pubblico[13]